# Oxira cynica
Oxira cynica är en fjärilsart som beskrevs av Smith 1898. Oxira cynica ingår i släktet Oxira och familjen nattflyn. Inga underarter finns listade i Catalogue of Life.